# Heide Schlüpmann
Heide Schlüpmann (* 19. Mai 1943 in Weidenau) ist eine deutsche Philosophin und emeritierte Professorin für Filmwissenschaft am Institut für Theater-, Film- und Medienwissenschaft der Goethe-Universität Frankfurt am Main.

## Biografie
Während ihrer Studienjahre in Philosophie, u. a. bei Ernst Bloch in Tübingen und Theodor W. Adorno in Frankfurt am Main, begann Heide Schlüpmann 1969 eine Auseinandersetzung mit Arbeiten Friedrich Nietzsches. Diese Anfänge standen im Zeichen der Reflexion auf die eigene Biografie in der postnazistischen Bundesrepublik wie auch auf Krisen der '68er politischen Bewegungen. Von ähnlicher Bedeutung war für sie wenig später die Mitarbeit an einer von dem damaligen Leiter des Bundesarchivs/Filmarchivs, Friedrich P. Kahlenberg, zusammen mit dem Filmkritiker und Kracauer-Herausgeber Karsten Witte ins Leben gerufenen Arbeitsgruppe zum nationalsozialistischen Unterhaltungsfilm.
Nach Gelegenheitsarbeiten, einer Anstellung als Hilfskraft im Fotoarchiv des Freien Deutschen Hochstift / Frankfurter Goethe-Museum und Erkundungen des Stadtraums, insbesondere des Kinos, als Öffentlichkeit, erfolgten Mitte der 1970er Jahre Annäherungen an Gruppierungen der Frauenbewegung und Zusammenschlüsse mit feministisch aktiven Studentinnen in einer ersten Lehrauftragstätigkeit. Ende der 1970er Jahre, im Anschluss an ihre Teilnahme an einem im Rahmen des Edinburgh International Filmfestival von Laura Mulvey, Claire Johnston, Angie Martin und Lynda Myles organisiertem Workshops zum Thema „Feminism and Cinema“, trat Schlüpmann in die Redaktion der Zeitschrift Frauen und Film ein. Freundinnenschaft und Zusammenarbeit u. a. mit Karola Gramann, Miriam Hansen und Gertrud Koch.
Neben Schreiben über Film, u. a. für Frauen und Film, epd film, medien praktisch und in Sammelbänden, sowie Arbeit mit Filmmachern und Programmarbeit für Festivals (insbesondere die Internationalen Kurzfilmtage Oberhausen) schlugen sich die wissenschaftliche Entdeckung des Frühen Kinos Anfang der 1980er Jahre und Schlüpmanns Forschung in deutschen und niederländischen Archiven in ihrer Habilitationsschrift von 1989 nieder: Unheimlichkeit des Blicks. Das Drama des frühen deutschen Kinos ist die erste umfassende Studie zum Wilhelminischen Kino, seinen Filmen, seinem Publikum, und dem damaligen publizistischen Streit um die Bedeutung des neuen Phänomens in der Offentlichkeit.
Im Prozess der Institutionalisierung der Filmwissenschaft in der BRD stellte Schlüpmann ihre universitäre Tätigkeit auf eine dauerhafte Grundlage und hatte 1991 bis 2008 die Professur für Filmwissenschaft am Institut für Theater-, Film- und Medienwissenschaft der Universität Frankfurt am Main inne.
Schlüpmann arbeitete am Projekt Archimedia mit, einem Zusammenschluss europäischer Filmarchive, Labors und Universitäten. Im Jahr 2000 beteiligte sie sich an der Gründung der Kinothek Asta Nielsen e.V. Zusammen mit Maria Wismeth und Martin Loiperdinger ist Schlüpmann im Vorstand der Kinothek tätig. Neben der Archivierung von unter anderem grauer Literatur zur Geschichte der Filmarbeit von Frauen und des queer cinema liegt der Schwerpunkt der Arbeit in der Präsentation von Filmen – Festivals, Filmretrospektiven von vernachlässigten Filmemacherinnen wie Germaine Dulac, Alice Guy oder auch Asta Nielsen, die in ihrer Bedeutung für die Entwicklung der Spielfilmästhetik wenig gewürdigt wurde. Daneben bilden thematische Reihen und Einzelveranstaltungen das Programm der Kinothek, Symposien begleiten die Filmfestivals. Zu Asta Nielsen gab die Kinothek ein zweibändiges Grundlagenwerk für das Filmarchiv Austria heraus.

## Veröffentlichungen

### Monografien
- Friedrich Nietzsches ästhetische Opposition. J. B. Metzler, Stuttgart 1977, ISBN 978-3-476-00369-0 (zugleich Diss.).
- Unheimlichkeit des Blicks. Das Drama des Frühen deutschen Kinos. Stroemfeld/Roter Stern, Basel u. Frankfurt/M. 1990, ISBN 978-3-87877-373-3; (engl. The uncanny Gaze. The Drama of Early German Cinema, übersetzt von Inga Pollmann, mit einem Vorwort von Miriam Hansen. University of Illinois Press, 2010).
- Ein Detektiv des Kinos. Siegfried Kracauers Filmtheorie. Vittorio Klostermann, Frankfurt/M. 1998, ISBN 978-3-86109-138-7.
- Abendröthe der Subjektphilosophie. Eine Ästhetik des Kinos. Stroemfeld, Frankfurt/M. 1998, ISBN 978-3-87877-740-3.
- Öffentliche Intimität. Die Theorie im Kino. Stroemfeld, Frankfurt/M. 2003, ISBN 978-3-87877-875-2.
- Ungeheure Einbildungskraft. Die dunkle Moralität des Kinos. Stroemfeld, Frankfurt/M. 2007, ISBN 978-3-87877-468-6.
- Das innere Bild. Zu einem verlorenen Begriff der Seele. Stroemfeld, Frankfurt/M. 2015, ISBN 978-3-86600-194-7.
- Raumgeben – der Film dem Kino. Vorwerk 8, Berlin 2020, ISBN 978-3-947238-24-8.

### Herausgaben
- Zus. mit Claudia Honegger, Christel Eckart und Silvia Kade: Barrieren/Maskeraden. Feministische Studien, Nr. 2, Weinheim 1983.
- Zus. mit Ute Gerhard und Ulla Wischermann: Die Radikalen der alten Frauenbewegung. Feministische Studien, Nr. 2, Weinheim 1984.
- Zus, mit Ute Gerhard und Ulla Wischermann: Politik der Autonomie, Feministische Studien, Nr. 2, Weinheim 1986.
- Zus. mit Sabine Nessel und Stefanie Schulte Strathaus: L´invitation au Voyage. Germaine Dulac, Kinemathek, Nr. 93, Oktober 2002.
- Zus. mit Karola Gramann, Eric de Kuyper, Sabine Nessel und Michael Wedel: Asta Nielsen, Band 1: Unmögliche Liebe. Asta Nielsen, ihr Kino; Band 2: Nachtfalter. Asta Nielsen, ihre Filme (Filmarchiv Austria, 2010).
- Zus. mit Andrea Haller und Martin Loiperdinger: Emilie Altenloh: Zur Soziologie des Kino. Die Kino-Unternehmung und die sozialen Schichten ihrer Besucher (Stroemfeld, 2012).
- Zus. mit Sabine Nessel: Zoo und Kino als Schauanordnungen der Moderne (Stroemfeld, 2012).
- Zus. mit Fabian Tietke: Transito. Elvira Natari – Kino der Passage, Frankfurt 2017.

## Auszeichnung
- 2010 Reinhold Schünzel-Preis